# 鲇鱼山站
鲇鱼山站位于江西省景德镇市昌江区鲇鱼山镇，是皖赣铁路车站。车站站房面积338平方米，并建有粮食、石油、生资、石油中转点仓库。鲇鱼山站目前仅办理专用线、专用铁路货运作业，专用线通往国家电投江西电力有限公司景德镇发电厂；除此之外，每日有一对来往景德镇和南昌的旅客列车在该站办理通勤乘降业务。